# Morris Stoloff
Morris Stoloff (Filadelfia, 1 de agosto de 1898 – Los Ángeles, 16 de abril de 1980) fue un compositor estadounidense que trabajó con cantantes como Sammy Davis Jr., Dinah Shore, Al Jolson y Frank Sinatra.

## Biografía
Stoloff era un niños prodigio del violín y fue tomado bajo la protección de W. A. Clark. Después de estudiar con Leopold Auer durante varios años, Stoloff estaba de gira por Estados Unidos. Como solista destacado, a la edad de 16, se unió en la Filarmónica de Los Ángeles un año después lo que le convirtió en el miembro más joven de la historia. 
Cuando el sonido llegó a las películas, los estudios de cine fueron a buscar músicos y Stoloff fue uno de los primeros en pasar de la música clásica a las películas. Fue el primer compositor en nómina de la Paramount Pictures y trabajó para configurar la mecánica de un sistema que tenía que proporcionar un flujo constante de música para todo, desde dramas épicos hasta series y cortos de comedia.
En 1936, Stoloff fue fichado por Columbia Pictures, donde tomó el título de director musical, un cargo exclusivo del sistema de estudio y que ocuparía hasta 1956. Como director musical, fue el responsable de brindar apoyo a la producción musical de todas las películas que lanzaba el estudio. Esto significó emparejar compositores, orquestadores, directores, músicos e instalaciones de grabación para cumplir con el alcance creativo de cada proyecto, así como con su cronograma y presupuesto.
A fines de la década de los 40, la música de cine comenzaba a ser reconocida por sí sola, y Stoloff comenzó la grabación de algunos de los números más populares como singles para Decca Registros. Cuando se perfeccionaron los álbumes de larga duración, los estudios vieron la oportunidad de comercializar más que simples sencillos para el público que los escuchaba, y los álbumes de bandas sonoras se convirtieron en un producto muy solicitado. Stoloff ejerció su privilegio como director musical para grabar él mismo estos álbumes de bandas sonoras, trabajando con material de las partituras reales. Para los fans de la Space age pop, es recordada su composición swing de 1956 "Moonglow" para la película Picnic. Se vendieron un millón de copias y fue galardonado con el Disco de Oro por la RIAA.
Cuando Frank Sinatra fundó la Reprise Records a principios de los 60, despidió Stoloff como director musical. Los dos habían trabajado con éxitos antes en Pal Joey (1957). Uno de los logros más notables de Stoloff mientras estuvo en Reprise fue el lanzamiento de una serie de regrabaciones de grandes musicales de Broadway, incluido "Kiss Me, Kate" con un elenco de estudio.
Stoloff murió en Los Ángeles (California) a la edad de 81 años.

## Grabaciones
- "Picnic", Decca DL-78320
- "Love Sequence", Decca DL-8407
- "This is Kim" (as Jeanne Eagels), Decca DL-8574
- "You Made Me Love You", Decca DL-9034
- "Rock-a-bye Your Baby", Decca DL-9035
- "You Ain't Heard Nothin' Yet", Decca DL-9037
- "Fanny", Warner Brothers WBS-1416
- "1001 Arabian Nights", Colpix SCP-410
- "Song Without End", Colpix SC-506
- "Finian's Rainbow", Reprise FS-2015
- "Miss Sadie Thompson", Mercury MG-25181

## Premios y reconocimientos
Stoloff a menudo se atribuía parcialmente el mérito de la partitura cuando trabajaba en estrecha colaboración con un compositor en particular para elaborar un tema, motivos y melodías. Como resultado, es una de las personas con más nominaciones en la historia de los premios de la Academia. Ganó tres premios Oscar a la mejor banda sonora y fue nominado otras 14 veces.
Premios Óscar
| Año  | Categoría                                              | Película                      | Resultado |
| ---- | ------------------------------------------------------ | ----------------------------- | --------- |
| 1939 | Mejor orquestación                                     | Girls' School                 | Nominado  |
| 1942 | Mejor banda sonora                                     | Damas retiradas               | Nominado  |
| 1942 | Mejor orquestación                                     | Desde aquel beso              | Nominado  |
| 1943 | Mejor banda sonora de una película dramática o comedia | El asunto del día             | Nominado  |
| 1944 | Mejor banda sonora de una película dramática o comedia | Ataque al amanecer            | Nominado  |
| 1944 | Mejor orquestación de una película musical             | Something to Shout About      | Nominado  |
| 1945 | Mejor banda sonora de una película dramática o comedia | Domicilio desconocido         | Nominado  |
| 1945 | Mejor orquestación de una película musical             | Las modelos                   | Ganador   |
| 1946 | Mejor banda sonora de una película dramática o comedia | Canción inolvidable           | Nominado  |
| 1946 | Mejor orquestación de una película musical             | Esta noche y todas las noches | Nominado  |
| 1947 | Mejor banda sonora de una película dramática o comedia | The Jolson Story              | Ganador   |
| 1950 | Mejor orquestación de una película musical             | Jolson Sings Again            | Nominado  |
| 1954 | Mejor banda sonora de una película dramática o comedia | De aquí a la eternidad        | Nominado  |
| 1954 | Mejor orquestación de una película musical             | Los 5000 dedos del Dr. T      | Nominado  |
| 1957 | Mejor orquestación de una película musical             | La historia de Eddy Duchin    | Nominado  |
| 1961 | Mejor orquestación de una película musical             | Sueño de amor                 | Ganador   |
| 1962 | Mejor banda sonora de una película dramática o comedia | Fanny                         | Nominado  |